# Wulatai Hasakezu Xiang
Wulatai Hasakezu Xiang (kinesiska: 乌拉台哈萨克族乡, 乌拉台哈萨克族) är en socken i Kina. Den ligger i den autonoma regionen Xinjiang, i den nordvästra delen av landet, omkring 570 kilometer öster om regionhuvudstaden Ürümqi.
Genomsnittlig årsnederbörd är 73 millimeter. Den regnigaste månaden är juni, med i genomsnitt 28 mm nederbörd, och den torraste är mars, med 1 mm nederbörd.